# Elliot Perry
Elliot Lamonte Perry (Memphis, 28 marzo 1969) è un ex cestista statunitense, professionista nella NBA.

## Carriera
È stato selezionato dai Los Angeles Clippers al secondo giro del Draft NBA 1991 (37ª scelta assoluta).
Con gli Stati Uniti ha disputato i Campionati americani del 1989.

## Statistiche

### College
| Anno      | Squadra        | PG  | PT | MP   | TC%  | 3P%  | TL%  | RP  | AP  | PRP | SP  | PP   |
| --------- | -------------- | --- | -- | ---- | ---- | ---- | ---- | --- | --- | --- | --- | ---- |
| 1987-1988 | Memphis Tigers | 32  | 32 | 30,3 | 41,7 | 39,0 | 80,6 | 3,5 | 4,1 | 2,2 | 0,2 | 13,1 |
| 1988-1989 | Memphis Tigers | 32  | 32 | 31,8 | 46,2 | 31,6 | 82,1 | 3,4 | 3,7 | 2,1 | 0,0 | 19,4 |
| 1989-1990 | Memphis Tigers | 30  | -  | 32,3 | 41,8 | 25,8 | 75,3 | 3,7 | 5,0 | 2,7 | 0,2 | 16,8 |
| 1990-1991 | Memphis Tigers | 32  | -  | 36,5 | 46,4 | 36,0 | 79,3 | 3,5 | 4,6 | 2,7 | 0,0 | 20,8 |
| Carriera  | Carriera       | 126 | 64 | 32,7 | 44,3 | 34,5 | 79,4 | 3,5 | 4,3 | 2,4 | 0,1 | 17,5 |

### NBA

#### Regular season
| Anno      | Squadra           | PG  | PT  | MP   | TC%  | 3P%  | TL%  | RP  | AP  | PRP | SP  | PP  |
| --------- | ----------------- | --- | --- | ---- | ---- | ---- | ---- | --- | --- | --- | --- | --- |
| 1991-1992 | L.A. Clippers     | 10  | 0   | 6,6  | 40,0 | 0,0  | 50,0 | 0,7 | 1,4 | 0,9 | 0,1 | 1,3 |
| 1991-1992 | Charlotte Hornets | 40  | 0   | 9,3  | 37,7 | 20,0 | 66,7 | 0,8 | 1,6 | 0,6 | 0,1 | 2,8 |
| 1993-1994 | Phoenix Suns      | 27  | 9   | 16,0 | 37,2 | 0,0  | 75,0 | 1,4 | 4,6 | 0,9 | 0,0 | 3,9 |
| 1994-1995 | Phoenix Suns      | 82  | 51  | 24,1 | 52,0 | 41,7 | 81,0 | 1,8 | 4,8 | 1,9 | 0,0 | 9,7 |
| 1995-1996 | Phoenix Suns      | 81  | 26  | 20,6 | 47,5 | 40,7 | 77,8 | 1,7 | 4,4 | 1,1 | 0,1 | 8,6 |
| 1996-1997 | Milwaukee Bucks   | 82  | 3   | 19,5 | 47,4 | 35,8 | 74,5 | 1,5 | 3,0 | 1,2 | 0,0 | 6,9 |
| 1997-1998 | Milwaukee Bucks   | 81  | 33  | 21,6 | 43,0 | 34,0 | 84,4 | 1,3 | 2,8 | 1,1 | 0,0 | 7,3 |
| 1998-1999 | Milwaukee Bucks   | 5   | 0   | 9,4  | 52,9 | 100  | 50,0 | 1,6 | 2,4 | 0,8 | 0,0 | 4,0 |
| 1998-1999 | N.J. Nets         | 30  | 0   | 8,1  | 34,9 | 39,1 | 75,0 | 0,9 | 1,2 | 0,5 | 0,0 | 2,6 |
| 1999-2000 | N.J. Nets         | 60  | 5   | 13,4 | 43,5 | 28,2 | 80,6 | 1,0 | 2,3 | 0,7 | 0,0 | 5,3 |
| 2000-2001 | Orlando Magic     | 6   | 0   | 6,5  | 45,5 | 0,0  | -    | 0,7 | 0,8 | 0,5 | 0,0 | 1,7 |
| 2000-2001 | Phoenix Suns      | 43  | 6   | 10,7 | 46,5 | 25,0 | 72,7 | 1,0 | 1,7 | 0,4 | 0,0 | 3,2 |
| 2001-2002 | Memphis Grizzlies | 2   | 0   | 24,0 | 50,0 | -    | 50,0 | 2,0 | 3,5 | 1,5 | 0,0 | 5,5 |
| Carriera  | Carriera          | 549 | 133 | 17,3 | 45,9 | 35,9 | 78,3 | 1,4 | 3,1 | 1,0 | 0,0 | 6,3 |

#### Play-off
| Anno     | Squadra      | PG | PT | MP   | TC%  | 3P%  | TL%  | RP  | AP  | PRP | SP  | PP  |
| -------- | ------------ | -- | -- | ---- | ---- | ---- | ---- | --- | --- | --- | --- | --- |
| 1994     | Phoenix Suns | 4  | 0  | 3,3  | 14,3 | -    | -    | 0,0 | 0,3 | 0,3 | 0,0 | 0,5 |
| 1995     | Phoenix Suns | 9  | 0  | 11,8 | 47,6 | 40,0 | 80,0 | 1,1 | 1,3 | 0,6 | 0,0 | 6,9 |
| 1996     | Phoenix Suns | 4  | 0  | 12,8 | 50,0 | -    | 0,0  | 0,5 | 3,0 | 0,5 | 0,0 | 3,5 |
| 2001     | Phoenix Suns | 2  | 0  | 8,5  | 60,0 | 0,0  | 100  | 2,0 | 2,0 | 1,0 | 0,0 | 6,5 |
| Carriera | Carriera     | 19 | 0  | 9,8  | 46,6 | 33,3 | 77,8 | 0,8 | 1,5 | 0,5 | 0,0 | 4,8 |

## Palmarès
- McDonald's All-American Game (1987)